# Ернст Альбрехт
Ернст Альбрехт (нім. Ernst Albrecht; 12 листопада 1907, Дюссельдорф — 26 березня 1976, там само) — німецький футболіст, що грав на позиції нападника, зокрема, за клуб «Фортуна» (Дюссельдорф), а також національну збірну Німеччини. Чемпіон Німеччини.

## Клубна кар'єра
У футболі дебютував 1923 року виступами за команду «Фортуна» (Дюссельдорф), в якій провів двадцять один сезон. За цей час виборов титул чемпіона Німеччини.
Завершив професійну ігрову кар'єру у клубі «Поліцайшпортверейн», за команду якого виступав протягом 1951—1952 років.

## Виступи за збірну
1928 року дебютував в офіційних матчах у складі національної збірної Німеччини. Протягом кар'єри у національній команді, яка тривала 7 років, провів у її формі 17 матчів, забивши 4 голи.
Був присутній в заявці збірної на чемпіонаті світу 1934 року в Італії, але на поле не виходив.
Взяв участь в олімпійському футбольному турнірі, який проходив в Амстердамі з 27 травня по 13 червня 1928 року, де вийшов проти національної збірної Швейцарії (4-0) і в програному чвертьфіналі збірної Уругваю (1-4).
Помер 26 березня 1976 року на 69-му році життя.

## Титули і досягнення
- Чемпіон Німеччини (1):

«Фортуна» (Дюссельдорф): 1933
- Бронзовий призер чемпіонату світу: 1934